# دینا (فیلم ۲۰۰۱)
دینا (به انگلیسی: Dheena) فیلمی محصول سال ۲۰۰۱ و به کارگردانی ای‌آر موروگادوس است. در این فیلم بازیگرانی همچون آجیت کومار، سورش گوپی، لیلا، شیلا کائور و ناگما ایفای نقش کرده‌اند.